# Yago Fernández
Yago Fernández Prieto (Lisbona, 5 gennaio 1988) è un ex calciatore portoghese, di ruolo difensore o centrocampista.

## Caratteristiche tecniche
Difensore centrale, può avanzare anche a mediano.

## Palmarès

### Club

#### Competizioni nazionali
- Campionato svedese: 1

Malmö FF: 2010